# Colin Salmon
Colin Salmon, född 6 december 1962 i Luton, är en brittisk skådespelare.
Salmon har bland annat medverkat i filmerna Resident Evil: Retribution, London Has Fallen och Hammarskjöld.

## Filmografi (i urval)
- 1994 – Captives
- 1997 – Barn utan kärlek
- 1997 – Tomorrow Never Dies
- 1999 – Världen räcker inte till
- 2002 – Die Another Day
- 2002 – Resident Evil
- 2004–2005 – Hex (TV-serie)
- 2004 – AVP: Alien vs. Predator
- 2008 – Punisher: War Zone
- 2008 – The Bank Job
- 2009 – Exam
- 2012–2014 – Arrow (TV-serie)
- 2012 – Resident Evil: Retribution
- 2016 – London Has Fallen
- 2016 – Criminal
- 2023 – Hammarskjöld
- 2025 – Nobody 2